# Carabus italicus
Carabus (Eucarabus) italicus – gatunek chrząszcza z rodziny biegaczowatych i podrodziny Carabinae.
Gatunek ten został opisany w 1826 roku przez Pierre’a F.M.A. Dejeana. Klasyfikowany jest w podrodzaju Eucarabus lub Carabus sensu stricto.
C. iatlicus zbliżony jest rzeźbą pokryw i rozmiarami do biegacza granulowanego. Różni się od niego jednak szerszym i masywniej zbudowanym ciałem, większym i wypuklejszym przedpleczem oraz częstą obecnością zielonego połysku na przedpleczu i brzegach pokryw.
Chrząszcz południowoeuropejski, znany z Włoch (środkowa i północna część kraju) i południowej Szwajcarii (kanton Ticino).
Wyróżnia się dwa podgatunki:
- Carabus italicus italicus Dejean, 1826
- Carabus italicus rostagnoi Luigioni, 1904